# Édouard II de Beaujeu
Pour les articles homonymes, voir Beaujeu.
Édouard II de Beaujeu, né vers 1351/1353 et mort le 2 août 1400 à Perreux, est le dernier seigneur de Beaujeu de sa famille.
Il hérite de la seigneurie de Beaujeu par le testament de son cousin germain, Antoine de Beaujeu, au détriment des autres héritiers. Il sert à plusieurs reprises dans l'armée royale. Il a plusieurs conflits avec d'autres grands seigneurs, dont les comtes de Savoie, et les habitants de ses seigneuries. Accablé de dettes et sans héritier direct, il cède le Beaujolais au duc Louis II de Bourbon.

## Biographie

### Fils d'un cadet
Édouard II de Beaujeu est né vers 1351/1353. Il est le fils de Guichard de Perreux, mort à la bataille de Poitiers en 1356, cadet de la famille de Beaujeu-Forez — issue de la maison d'Albon — et de Marguerite de Poitiers, fille du comte de Valentinois Louis Ier de Poitiers,. Son prénom provient probablement de son oncle Édouard Ier de Beaujeu.
Édouard détient tout d'abord les seigneuries assez modestes de Perreux, Arcinges et Bourbon-Lancy, mais il se marie le 14 novembre 1370 avec Éléonore de Beaufort, nièce du pape Grégoire XI, qui lui apporte une dot élevée, 18 000 florins d'or.

### Seigneur de Beaujeu
Édouard hérite ensuite de la considérable seigneurie de Beaujeu. En effet, le 13 août 1374, son cousin germain, Antoine, seigneur de Beaujeu, qui a désigné par testament Édouard comme son héritier, meurt. C'est bien ce testament qui fait d'Édouard l'héritier de la seigneurie de Beaujeu et non sa naissance : il n'est en effet pas l'héritier le plus proche d'Antoine. 
En octobre 1374, le roi de France Charles V reconnaît Édouard comme légitime héritier de la seigneurie de Beaujeu. Parmi les héritiers plus proches d'Antoine de Beaujeu, sa sœur Marguerite, la plus proche héritière, épouse de Jacques de Savoie-Achaïe, renonce à ses droits en 1375 moyennant transaction. Elle est précédée par un de leurs oncles, Guillaume de Beaujeu, seigneur d'Amplepuis. Toutefois, un autre oncle d'Antoine, Marguerite et Édouard, Robert de Beaujeu, seigneur de Joux, obtient tout d'abord en 1375 du Parlement de Paris la saisie des revenus du Beaujolais avant de renoncer à ses droits, mal établis, en 1376, en échange de 4 000 francs d'or.
Édouard II de Beaujeu sert en 1375 dans l'armée royale, participant au siège de Saint-Sauveur-le-Vicomte puis à celui de Cognac.

### Conflits avec la famille de Savoie
Édouard II de Beaujeu, accablé de dettes, accepte en 1376 d'entrer dans la vassalité du comte de Savoie Amédée VI, en échange d'une aide financière. Le 20 février 1377, Édouard II prête hommage à Amédée VI pour les terres qu'il possède dans le Saint-Empire, à l'est de la Saône (Thoissey, Lent, Chalamont, Villeneuve, Beauregard , etc.).
Toutefois, il refuse de prêter également hommage au fils d'Amédée VI, le futur Amédée VII, qui réclame cet hommage en tant que seigneur de la Bresse, donnée par son père. Entre les deux seigneurs, la guerre éclate en 1378 et se déroule à l'avantage d'Amédée de Bresse. Elle se termine par une trêve signée la même année,,,.
En 1379, Édouard II de Beaujeu combat dans l'armée royale contre les Anglais. Ensuite, il reprend en 1380 la lutte contre Amédée de Bresse, qui conquiert les terres d'Édouard situées dans l'Empire. Cette nouvelle guerre prend fin grâce à une trêve conclue le 26 juin 1382. La mort du comte Amédée VI en 1382 éteint l'objet du litige, puisqu'Amédée de Bresse devient le comte de Savoie Amédée VII, à qui Édouard II de Beaujeu doit hommage. Un accord définitif, par lequel il récupère ses terres en échange de l'hommage dû au comte, est établi le 31 mai 1383,,,.

### Autres conflits
En juin 1381, Édouard II de Beaujeu obtient du roi une lettre de rémission pour un meurtre qu'il a commis. En 1386, il est présent à l'armée royale en Flandre, à la tête de dix chevaliers et de sept écuyers. Il sert sous les ordres du duc Louis II de Bourbon.
Il a ensuite un différend avec Béatrice de Chalon, veuve d'Antoine de Beaujeu, qui réclame à Édouard son douaire, non versé. Le Parlement veut le faire arrêter, mais il maltraite ses envoyés. Finalement, à la demande du duc de Savoie, le roi accorde le 12 janvier 1388 à Édouard II de Beaujeu une nouvelle lettre de rémission pour cette affaire. Édouard de Beaujeu a également un conflit avec le duc de Bourgogne Philippe le Hardi. Il doit s'excuser et se soumettre le 2 janvier 1395.
En 1398-1399, Édouard II de Beaujeu est en conflit avec les bourgeois de Villefranche, ville dont il est le seigneur. Il impose à ses habitants des taxes qu'ils contestent et refuse de faire jurer la charte de franchise de Villefranche par ses officiers, qui essayent d'empêcher les échevins de Villefranche d'entrer en fonctions. En 1399, la ville entre en révolte contre son seigneur, qui doit partiellement céder, renonçant à leur imposer certains péages.

### Cession du Beaujolais au duc de Bourbon
Par son testament daté du 15 octobre 1391, Édouard II de Beaujeu institue comme héritier de sa seigneurie de Beaujeu Louis de Bourbon, fils du duc Louis II de Bourbon s'il meurt sans héritier direct, — son fils, Guichard, était mort en 1372 —, à la condition que Louis de Bourbon porte des armoiries écartelées de celles de Beaujeu. Il prive ainsi de leur héritage les branches cadettes de sa famille, son oncle Guillaume de Beaujeu, seigneur d'Amplepuis et les descendants de son autre oncle, Robert de Beaujeu, seigneur de Joux.
Édouard II de Beaujeu est très endetté, notamment envers le marchand et banquier Barthélemy Spifame et son fils Simon. Ils font saisir la vaisselle d'or et d'argent d'Édouard et réussissent même à le faire emprisonner pour dettes. Libéré sous caution, il ne règle pas celle-ci et est condamné pour cela en 1398.
Croulant sous les dettes, Édouard cède le 23 juin 1400 la seigneurie de Beaujeu et tous ses biens à Louis II de Bourbon, cession effective après sa mort seulement, à la condition qu'Édouard n'ait pas d'enfant de son mariage ou de fils d'une éventuel remariage. En échange, le duc de Bourbon paie les dettes d'Édouard, ce qui lui permet de récupérer les châtellenies d'Aloignet et de Beauregard qu'il avait aliénées,. Cet acte peut alors sembler profitable à Édouard, qui n'est pas encore très âgé, et ne pas trop engager l'avenir. Toutefois, les dispositions prévues vont se réaliser très rapidement. En effet, peu de temps après, Édouard tombe malade et meurt à Perreux le 2 août 1400,. Le duc de Bourbon lui organise des funérailles grandioses et prend très rapidement possession du Beaujolais.